# Herbert Wehner
Herbert Richard Wehner (ur. 11 czerwca 1906 w Dreźnie, zm. 19 stycznia 1990 w Bonn) – niemiecki polityk, wiceprzewodniczący SPD (1958–1973), minister ds. wewnątrzniemieckich (1966–1969), przewodniczący frakcji parlamentarnej SPD (1969–1983).
Przed II wojną światową członek Komunistycznej Partii Niemiec (KPD), po wojnie czołowy polityk Socjaldemokratycznej Partii Niemiec (SPD). Uważany za szarą eminencję koalicyjnych gabinetów z udziałem socjaldemokratów.

## Życiorys
Wehner urodził się w Dreźnie w rodzinie szewca i krawcowej. Po ukończeniu szkoły średniej w 1924 roku, rozpoczął przyuczenie do zawodu handlowca. Już w czasach szkolnych był członkiem socjalistycznej organizacji młodzieżowej Sozialistische Arbeiter-Jugend (SAJ), następnie od 1923 roku działał w anarchistycznej Syndikalistisch-Anarchistische Jugend Deutschlands (SAJD). W 1925 roku poznał Ericha Mühsama i pisał do jego pisma Fatal. Od 1927 roku członek Komunistycznej Partii Niemiec (KPD).
W czerwcu 1930 roku Wehner został wybrany do saksońskiego landtagu, lecz po roku zrezygnował z mandatu i przeniósł się do Berlina, gdzie kierował biurem politycznym KPD. Po dojściu nazistów do władzy w 1933 roku i delegalizacji KPD, działał w komunistycznym podziemiu. Przeniósł się w 1935 roku do Pragi, a następnie do Paryża. Od 1937 mieszkał w Hotelu Lux w Moskwie, gdzie był referentem ds. niemieckich w Sekretariacie Międzynarodówki Komunistycznej (Komintern). Uniknął czystek w ramach wielkiego terroru, co miało mieć związek z dostarczaniem władzom ZSRR materiałów na temat politycznych „wykroczeń” innych niemieckich komunistów na emigracji. W 1941 roku wyjechał do Szwecji, gdzie organizował na nowo struktury zdelegalizowanej przez nazistów Komunistycznej Partii Niemiec. W 1942 roku szwedzka policja aresztowała Wehnera, który następnie został skazany i osadzony w więzieniu pod zarzutem szpiegostwa. W tym samym roku wyrzucony z szeregów działającej na emigracji KPD. Po dwóch latach został wypuszczony z więzienia i do 1946 roku pracował w szwedzkiej fabryce wiskozy.

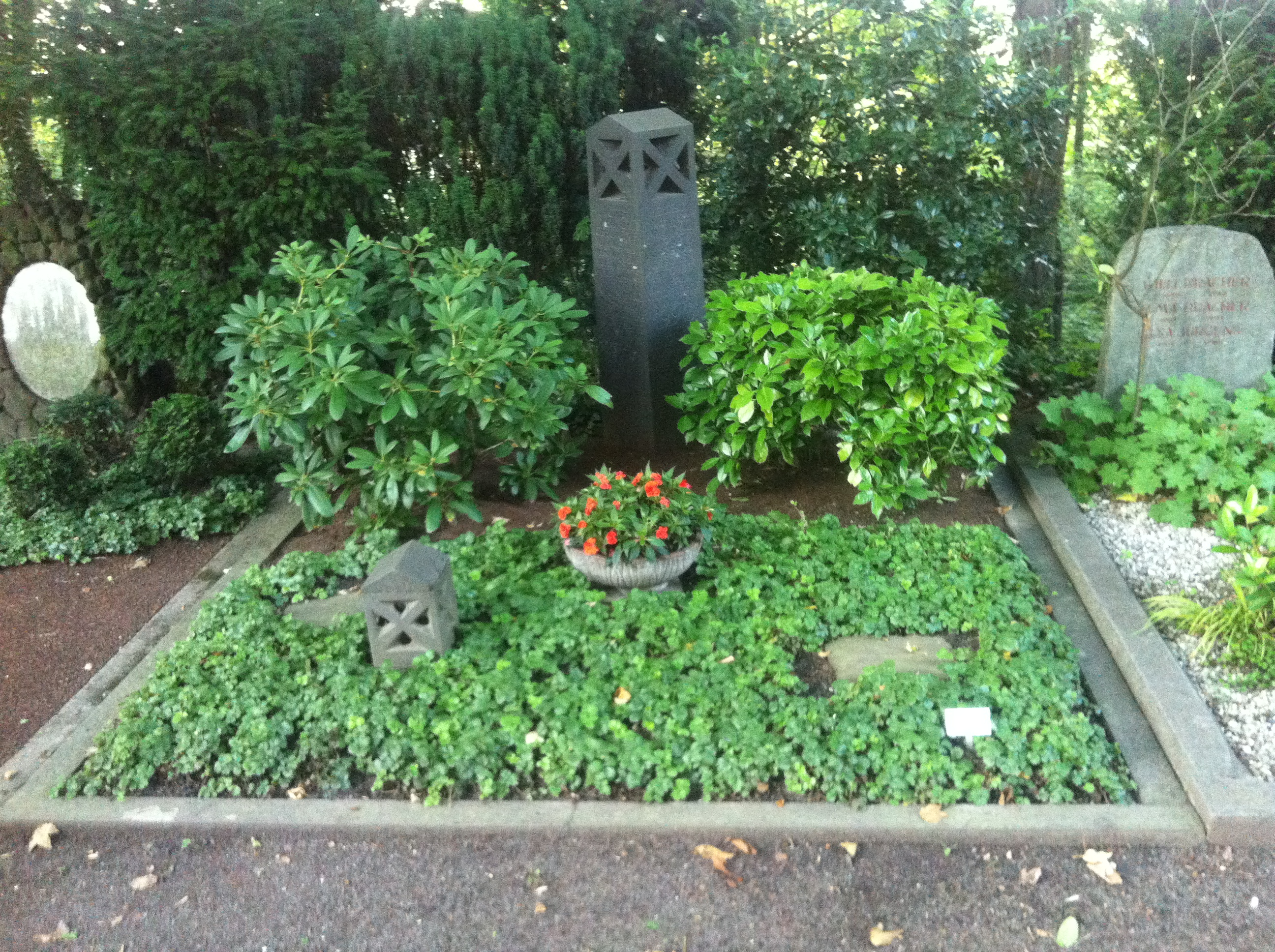
Grób Herberta Wehnera

W 1946 roku powrócił do Niemiec i wstąpił do Socjaldemokratycznej Partii Niemiec. W 1949 roku uzyskał mandat deputowanego do Bundestagu z list SPD i zasiadał w parlamencie do 1983 roku. Od 1958 roku wiceprzewodniczący SPD. Po zawiązaniu Wielkiej Koalicji w roku 1966 został powołany na stanowisko ministra ds. ogólnoniemieckich. Od 1969 do 1983 roku przewodniczący frakcji parlamentarnej SPD. W 1983 roku wycofał się z aktywnej polityki.
W latach 1927–1942 żonaty był z aktorką Lotte Loebinger. 
Wehner zmarł w 1990 roku w Bonn. Pochowany na cmentarzu Bonn-Bad Godesberg.